# Воллідан
Футбольний клуб «Воллідан» або просто «Воллідан» (англ. Wallidan Football Club) — професіональний гамбійський футбольний клуб з міста Банжул. Команда виступає у вищому дивізіоні гамбійського футболу, Першому дивізіоні Ліги ГФА, і є найтитулованішою командою в історії футболу країни. Домашні матчі проводять на «Стадіоні Незалежності» (Бакау), який вміщує 20 000 глядачів.
Клуб є одним з найуспішніших у Гамбії з 16 виграними чемпіонськими титулами та 24 кубковими титулами (найуспішнішим у Гамбії), загалом 39 трофеїв.
«Воллідан» декілька разів з'являвся в чемпіонатах і кубкових матчах на континентальному рівні, більше, ніж будь-який інший клуб з Гамбії. Востаннє «Воллідан» знявся з Ліги чемпіонів КАФ і Кубку Конфедерації КАФ 2016 року.

## Історія

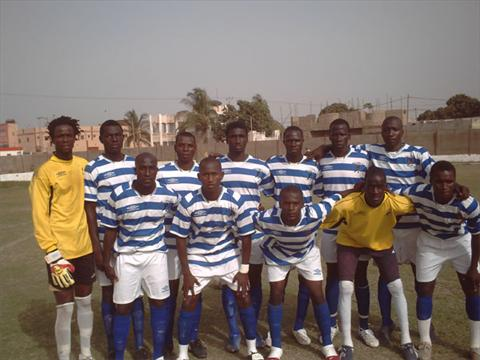
Команда «Воллідана» в серпні 2008 року

Клуб засновано після проголошення незалежності Гамбії в 1965 році. Незабаром після цього команда офіційно зареєструвалася й грав у Першому дивізіоні, який тоді називався Національним дивізіоном, єдиним дивізіоном, який існував на той час у країні. У 1970 році клуб виграв свій перший чемпіонат, а потім другий — у 1971 році. У 1977 році «Воллідан» знову виграв два титули поспіль, що стало для них п'ятим. Більше чемпіонських титулів було здобуто в 1979, 1985, 1988, 1992 і 1995 роках, двічі вони вигравали два титули поспіль у 2002 році і в 2005 році, останній чемпіонський титул команда здобула 2008 року.
«Воллідан» став володарем кубку Гамбії 1974 року, це став четвертим поспіль кубковим титулом поспіль, у 1978 році було здобуто три титули поспіль, у 1981 році було здобуто восьмий титул поспідб, у 1984 році – дев’ятий, у 1994 році – шостий поспіль титул, у розіграші 1987 року «Воллідан» переміг «Гоукс» з рахунком 5:1 у фіналі кубку, 1989, 1990 та 1991 роках були скасовані, «Воллідан» переміг «Пік Марвіч» у 1992 році та «Реал де Банжул» з рахунком 2:1 у 1993 році. У 1999 році було здобуто два кубкових титулів поспіль, в обох випадках у серії післяматчевих пенальті, обидва з рахунком 4:3 спочатку в двоматчевими протистояннями, які завершилися нічиєю з «Гамбія Порт-Ауториті» у 1998 році, а потім «Масс Соссе» (1:1). У 2004 році було виграно четвертий кубковий титул поспіль. «Воллідан» переміг «Блекпул» (клуб, який зараз відомий як «Інтеріор», який базується в Серрекунда Схід) з рахунком 3:0, останній матч фіналу кубку з «Реалом де Банжул» 1:0 у 2002 році, останній матч фіналу кубку з «Гоуксом» 1–0 у 2003 році, де вони виграв свій 20-й кубок і ФК «Армед Форсез» у 2004 році, оскільки матч завершився нічиєю, він перейшов до чергової серії пенальті і виграв з рахунком 9:8. «Воллідан» виграв ще два кубки, у 2008 році, де вони перемогли Самгера з рахунком 4:2 у серії післяматчевих пенальті, коли матч завершився внічию з двома голами, а в 2015 році – після перемоги над «Гамтелом» (Банжул) з рахунком 2:0.

### Континентальні
На континентальних змаганнях найбільше виступав за «Воллідан». Їх першим турніром став Кубок володарів кубків КАФ 1975 року, де «Воллідан» поступився дакарському клубу «Жанна д'Арк» у Сенегамбійському дербі. Вони поверталися в 1977 році, й програли «Еспур Нуакшот», і знову в 1979 році, але програв 4:5 в серії пенальті. Перший виступ Воллідана в чемпіонаті припав на 1978 рік і вийшов до першого раунду, а найкращим досягнення клубу стала спочатку в «Насьйональ Гарде дю Мавритані» з Нуакшоту, а потім програв камерунському «Канон Яунде» через пропущений м'яч вдома. Другий чемпіонат припав на 1980 рік і програв команді Верхньої Вольти (тепер Буркіна-Фасо) «Сілюр Бобо-Діуласо» (тепер — «Бобо-Діуласо»). «Воллідан» виступав у Кубку володарів кубків КАФ 1982 року й програв «Гартс оф Оук», а потім «Хоройї» у 1985 році. У 1986 року «Воллідан» втретє виступив на континентальному чемпіонаті й програв «Гартс оф Оук» з Аккри, останній розіграш під назвою «Кубок африканських чемпіонів». «Воллідан» провів свій найкращий матч на континенті й вийшов до чвертьфіналу. Вони перемогли мавританський «Амікаль Дуан», цей клуб знявя, й матч в Нуакшоті не був зіграний, потім Каукеш Марракеш також знявся, а після цього обіграв «Реал Репабліканс» та поступився «Бізертену» з Тунісу. Через фінансові турднощі у сезонах 1992 та 1994 років клуб не виступав. У 1995 році «Воллідан» 7-й раз виступив у Кубку володарів кубків, оскільки «Каукаб Марракеш» знявся, вони мали зустрітися з «Ла-Марсою», але «Воллідан» знявся. У 1998 року «Воллідан» провів четверту участь в єврокубках та вперше в Лізі чемпіонів КАФ у кваліфікаційному раунді, програв «Дуану», другому сенегамбійському дербі «Воллідану». Їх 8-й матч у континентальному кубку припав на 2000 рік, гамбійці програв бенінському «Могасу 90», останньому під назвою Кубок володарів кубків КАФ. «Воллідан» виступав у Лізі чемпіонів 2002 року, переміг «Горою», а потім програв «Раджі» (Касабланка). Рік по тому вони з'явилися ще раз й перемогли «Драгонс де л'Уельме», а в першому раунді програли «УСМ Алжир». Завоював лише кубковий титул у 2003 році, вони з'явилися у своєму 9-му кубковому турнір, спочатку в Кубку Конфедерації 2004 року, клуб програв «Клубу Африкен» за через пропущений вдома м'яч. Під час свого 7-го єврокубкового виступи в 2005 році грав проти ганського «Асанте Котоко», оскільки «Воллідан» виставив гравця, який не має права грати, ГФА дискваліфікувала «Воллідан» зі змагань. У розіграші 2005 року «Воллідан» грав востаннє. У 2009 році «Воллідан» повинен був виступити в Лізі чемпіонів проти «Гартс оф Оук», але через фінансові проблеми знявся з турніру. У 2016 році «Воллідан» повинен був зустрітися з «Орану» в Кубку конфедерації КАФ, але знявся з турніру.

## Досягнення
- Перший дивізіон ліги Гамбії
  -  Чемпіон (16): 1970, 1971, 1976, 1977, 1979, 1981, 1982, 1985, 1988, 1992, 1995, 2001, 2002, 2004, 2005, 2008

- Кубок Гамбії
  -  Володар (24): 1971, 1972, 1973, 1974, 1976, 1977, 1978, 1981, 1984, 1986, 1987, 1988, 1991, 1992, 1993, 1994, 1998, 1999, 2001, 2002, 2003, 2004, 2008, 2015

- Суперкубок Гамбії
  -  Володар (4): 1999, 2001, 2002, 2003

## Стадіон
Стадіон Індепенденс — багатофункціональний стадіон у Бакау на захід від столиці країни, міста Банжул. На даний час використовується переважно для футбольних матчів. Стадіон вміщує 20 000 глядачів. На ньому також грають разом з іншими клубами, такими як «Гоукс».

## Логотип клубу
Його логотип має вигляд печатки синього кольору з товстим білим обідком на зовнішній частині та невеликим посередині, в центрі знаходяться дві білі креветки, які охороняють футбольний м'яч, зверху назва клубу, а внизу рік його заснування.
Старіший логотип, який використовувався до 2000-х років, складався з білої печатки з товстим червоним обідком, який знизу ставав світліший майже до фіолетового, разом із товстим квадратом всередині. Також всередині зображувалося коло з літерою «V» та назвою клубу, спочатку написано у французькій формі «Валлідан», а внизу — «Гамбійський ФК».

## Статистика виступів

### На континентальних турнірах
| Сезон | Змагання                     | Шлях кваліфікації       | Раунд                 | Суперник               | Вдома | На виїзді | Загалом     |
| ----- | ---------------------------- | ----------------------- | --------------------- | ---------------------- | ----- | --------- | ----------- |
| 1975  | Кубок володарів кубків КАФ   | переможець кубку Гамбії | Перший раунд          | Жанна д'Арк            | 0–0   | 2–0       | 0–2         |
| 1977  | Кубок володарів кубків КАФ   | переможець кубку Гамбії | Перший раунд          | «Еспур Нуакшотт»       | 1–1   | 0–0       | 0–0 (a)     |
| 1978  | Кубок африканських чемпіонів | чемпіон Гамбії          | Попередній раунд      | «АСК Гарт Насьональ»   | 2–2   | 1–3       | 5–3         |
| 1978  | Кубок африканських чемпіонів | чемпіон Гамбії          | Перший раунд          | Канон Яунде            | 1–2   | 1–0       | 2–2 (a)     |
| 1979  | Кубок володарів кубків КАФ   | чемпіон Гамбії          | Другий раунд          | «Еспур Нуакшотт»       | 1–0   | 1–0       | 1–1 (5–4 p) |
| 1980  | Кубок африканських чемпіонів | чемпіон Гамбії          | Перший раунд          | «Сілюр» (Бобо-Дюлассо) | 1–1   | 0–1       | 1–2         |
| 1982  | Кубок володарів кубків КАФ   | чемпіон Гамбії          | Перший раунд          | «Гартс оф Оук»         | 1–0   | 4–1       | 2–4         |
| 1985  | Кубок володарів кубків КАФ   | чемпіон Гамбії          | Перший раунд          | «Хороя»                | 1–0   | 2–0       | 1–2         |
| 1986  | Кубок африканських чемпіонів | чемпіон Гамбії          | Перший раунд          | «Гартс оф Оук»         | 1–0   | 2–0       | 1–2         |
| 1988  | Кубок володарів кубків КАФ   | переможець кубку Гамбії | Перший раунд          | «Амікаль Дуан»         | 3–0   | w/o       | 3–01        |
| 1988  | Кубок володарів кубків КАФ   | переможець кубку Гамбії | Другий раунд          | «Каукаб» (Мараккеш)    | canc. | canc.     | w/o2        |
| 1988  | Кубок володарів кубків КАФ   | переможець кубку Гамбії | 1/8 фіналу            | «Реал Репабліканс»     | 1–0   | 0–0       | 1–0         |
| 1988  | Кубок володарів кубків КАФ   | переможець кубку Гамбії | 1/4 фінаду            | «Бізертен»             | canc, | canc.     | w/o3        |
| 1995  | Кубок володарів кубків КАФ   | переможець кубку Гамбії | Перший раунд          | «Каукаб» (Мараккеш)    | canc. | canc.     | w/o2        |
| 1995  | Кубок володарів кубків КАФ   | переможець кубку Гамбії | Другий раунд          | «Ла-Марса»             | canc. | canc.     | w/o3        |
| 1998  | Ліга чемпіонів КАФ           | чемпіон Гамбії          | кваліфікаційний раунд | «Дуан» (Дакар)         | 0–0   | 0–2       | 0–2         |
| 2000  | Кубок володарів кубків КАФ   | чемпіон Гамбії          | Перший раунд          | «Могас 90»             | 0–1   | 2–0       | 0–3         |
| 2002  | Ліга чемпіонів КАФ           | чемпіон Гамбії          | Попередній раунд      | «Хороя»                | 3–0   | 1–1       | 4–1         |
| 2002  | Ліга чемпіонів КАФ           | чемпіон Гамбії          | Перший раунд          | «Раджа» (Касабланка)   | 1–3   | 1–2       | 3–4         |
| 2003  | Ліга чемпіонів КАФ           | чемпіон Гамбії          | Попередній раунд      | «Драгон де л'Уеме»     | 1–0   | 0–0       | 1–0         |
| 2003  | Ліга чемпіонів КАФ           | чемпіон Гамбії          | Перший раунд          | «УСМ Алжир»            | 2–1   | 2–0       | 2–3         |
| 2004  | Кубок конфедерації КАФ       | переможець кубку Гамбії | Перший раунд          | «Клуб Африкен»         | 1–1   | 0–0       | 1–1 (a)     |
| 2005  | Ліга чемпіонів КАФ           | чемпіон Гамбії          | Перший раунд          | «Асанте Котоко»        | canc. | canc.     | w/o4        |
| 2006  | Ліга чемпіонів КАФ           | чемпіон Гамбії          | Перший раунд          | «Гартс оф Оук»         | canc. | canc.     | w/o3        |
| 2009  | Ліга чемпіонів КАФ           | чемпіон Гамбії          | Перший раунд          | «Іттіхад» (Хеміссет)   | canc. | canc.     | w/o3        |
| 2016  | Кубок конфедерації КАФ       | переможець кубку Гамбії | Перший раунд          | «МК Оран»              | canc. | canc.     | w/o3        |

1 Матч у Мавританії не був зіграний, оскільки «Амікаль» (Дуан) знявся
2 «Каукаб» (Марракеш) відмовився від турніру
3 «Воллідан» знявся з турніру
4 «Воллідан» зняв Гамбійська футбольна федерації

### Національний турнір
| Сезон   | Див. | Міс. | Іг. | В  | Н  | П | ЗМ | ПМ | РМ  | О  | Кубок      | Примітки |
| ------- | ---- | ---- | --- | -- | -- | - | -- | -- | --- | -- | ---------- | -------- |
| 2003–04 | 1    | 1    | 18  | 11 | 5  | 2 | 27 | 11 | +16 | 38 | Переможець |          |
| 2005    | 1    | 1    | 18  | 6  | 11 | 1 | 19 | 11 | +8  | 29 | Фіналіст   |          |
| 2006    | 1    | 5    | 16  | 7  | 3  | 6 | 14 | 13 | +1  | 24 |            |          |
| 2007    | 1    | 3    | 18  | 9  | 5  | 4 | 16 | 12 | +4  | 32 |            |          |
| 2008    | 1    | 1    | 22  | 10 | 9  | 3 | 25 | 15 | +10 | 39 | Переможець |          |
| 2009    | 1    | 3    | 22  | 8  | 9  | 5 | 20 | 16 | +4  | 33 |            |          |
| 2012    | 1    | 12   | -   | -  | -  | - | -  | -  | -   | -  |            |          |
| 2014–15 | 1    | 9    | -   | -  | -  | - | -  | -  | -   | -  | Переможець |          |
| 2016–17 | 1    | 4    | -   | -  | -  | - | -  | -  | -   | -  |            |          |

## Відомі гравці
- Момоду Сісей